# 重由美子
重由美子（日语：／ Shige Yumiko，1965年8月4日—2018年12月9日），日本帆船运动员。她与木下愛莉西亞（木下 アリーシア）一起获得了1996年夏季奥运会470级帆船比赛的银牌。
2018年12月9日，她因患乳腺癌逝世，享年53岁。